# Ambrosio Ignacio Spínola y Guzmán

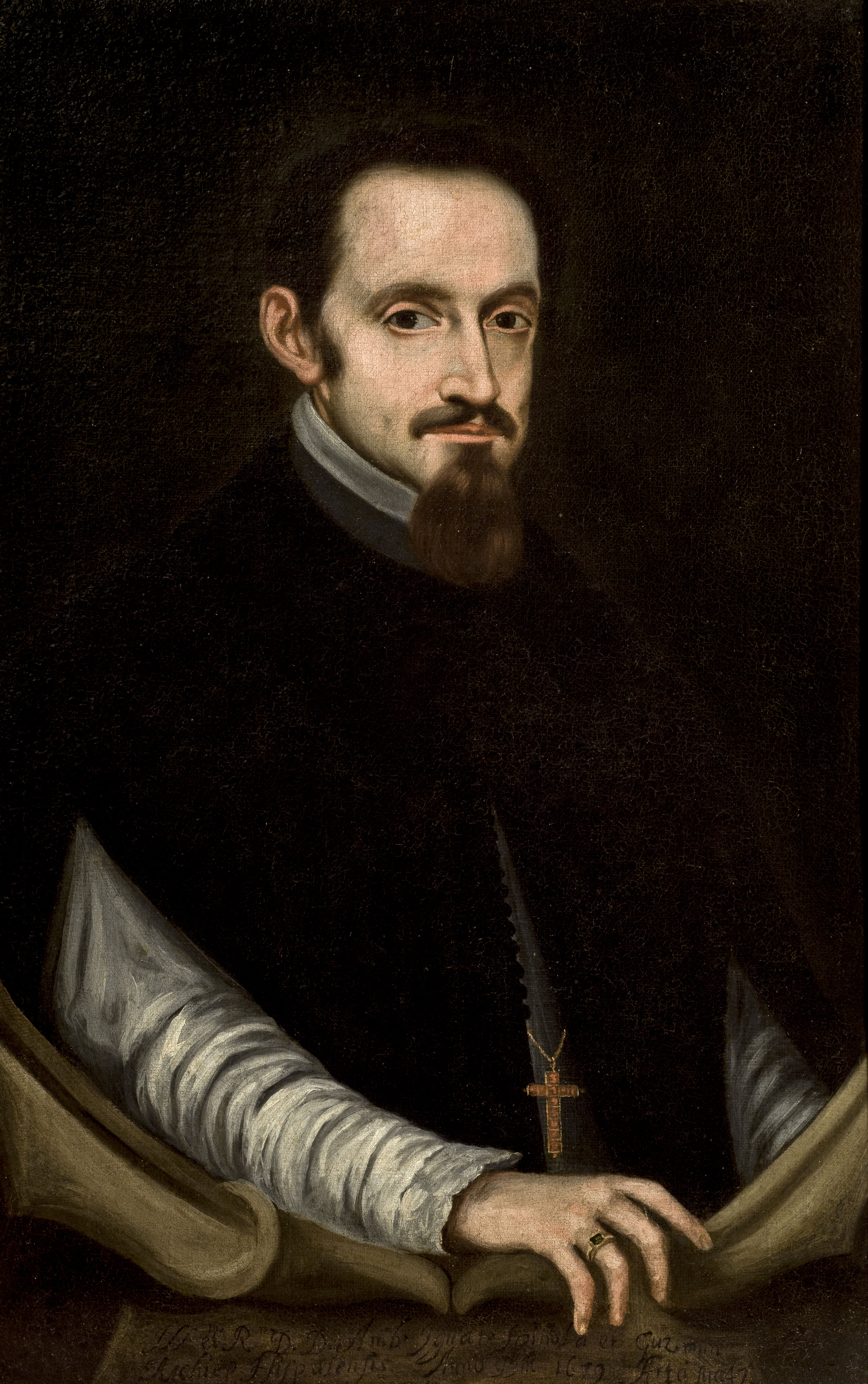
El arzobispo Ambrosio Ignacio Spínola y Guzmán, por Pedro Núñez de Villavicencio. (Ayuntamiento de Sevilla).

Ambrosio Ignacio Spínola y Guzmán (Madrid, 7 de enero de 1632-Sevilla, 24 de mayo de 1684) religioso español, miembro de la familia Spínola.

## Biografía
Nace en Madrid el 7 de enero de 1632, hijo de Diego de Mexía y Guzmán, primer marqués de Leganés y primo del Conde-Duque de Olivares, y de Policena Spínola, hermana del cardenal y arzobispo Agustín de Spínola. Al quedar huérfano con siete años es acogido bajo la tutela de su familiar el Conde duque de Olivares.
En 1655 es ordenado sacerdote bajo la protección de su tío, el cardenal Agustín Spínola.
Por Real Cédula de 15 de diciembre de 1664, es propuesto por el rey Felipe IV para obispo de Oviedo, obteniendo el visto bueno para el nombramiento por el papa Alejandro VII en el consistorio celebrado el 13 de abril de 1665. Recibió la consagración episcopal el 18 de septiembre de 1665 en la iglesia de La Encarnación de Madrid. Tomó posesión del obispado ovetense a través de un procurador y entró en el Principado de Asturias entre el 11 y el 14 de diciembre de 1665.
El 30 de enero de 1667 la Reina gobernadora expide una Real Cédula promocionándolo como Arzobispo de Valencia. La propuesta fue confirmada en Roma el 7 de marzo y tomó posesión de la sede arzobispal a través de su obispo auxiliar el 23 de junio de 1667. 
Sin embargo, no llegó a desplazarse a Valencia, ya que mientras tanto es promovido a la mitra de Santiago de Compostela el 20 de julio de 1667, siendo confirmado por Roma el 7 de abril de 1668 y tomando posesión del arzobispado de Santiago el 30 de abril. Abandonó Oviedo en agosto de 1668, trasladándose a Santiago de Compostela, entrando en su nueva diócesis el 2 de septiembre de 1668. 
El 11 de agosto de 1669 la Reina gobernadora Ana de Austria lo presenta para la sede hispalense, presentación que fue confirmada por el papa Clemente IX el 7 de octubre de 1669. Tomó posesión del puesto de arzobispo de Sevilla el 29 de noviembre de 1669, entrando en dicha capital el 11 de enero de 1670. 
Falleció en Sevilla el 24 de mayo de 1684 siendo enterrado en la iglesia de la compañía de Jesús, la iglesia de la Anunciación. 
| Predecesor: Diego de Riquelme         | Obispo de Oviedo 1665–1667      | Sucesor: Diego Sarmiento Valladares  |
| Predecesor: Martín López de Ontiveros | Arzobispo de Valencia 1667–1668 | Sucesor: Luis Alfonso de los Cameros |
| Predecesor: Pedro Carrillo y Acuña    | Arzobispo de Santiago 1668–1669 | Sucesor: Andrés Girón                |
| Predecesor: Antonio Payno Osorio      | Arzobispo de Sevilla 1669–1684  | Sucesor: Jaime de Palafox y Cardona  |